# Wundhöhle
Wundhöhle ist ein Begriff der Fachbereiche Chirurgie und Wundballistik.

## Chirurgie
In der Chirurgie bezeichnet Wundhöhle u. a. die Kaverne (Medizin), die nach der Entfernung eines Zahnes verbleibt.

## Wundballistik
Beim Eindringen von Projektilen in den Körper eines Tieres oder eines Menschen bewirken diese aufgrund der raschen Energieabgabe bei der Verzögerung eine Temporäre Wundhöhle. Sie fällt innerhalb von Sekundenbruchteilen zur Permanenten Wundhöhle zusammen. Wenn die Energieabgabe des Geschosses groß genug ist, kommt es zur „pulsierenden Kavitation“; die temporäre Wundhöhle fällt durch die Elastizität des Gewebes zusammen und bläht sich wieder auf. Die Wundballistik ist eine wissenschaftliche Disziplin, die unter anderem derartige Vorgänge beschreibt.